# Swiss-Prot
Swiss-Prot は、タンパク質のアミノ酸配列の知識ベースである。
Swiss-Prot は、1986年に Amos Bairoch が大学院博士課程に在籍しているときに開発がはじまり、現在では、スイスバイオインフォマティクス研究所 (SIB, Swiss Institute of Bioinformatics) と欧州バイオインフォマティクス研究所 (EBI, European Bioinformatics Institute) が共同で開発し運営している。
Swiss-Prot は、高い水準の注釈（アノテーション）（タンパク質の機能の説明、ドメイン構造の説明、翻訳後修飾の説明、バリアント（アミノ酸一個の相違しかないような類縁物質）の説明、など）がつけられた信頼性のあるタンパク質アミノ酸配列を提供することに力を入れている。
配列データの冗長性は最小限に抑えている。
他のデータベースと高い水準で統合している。

## UniProtコンソーシアム
2002年に、UniProtコンソーシアムが結成された。
UniProtコンソーシアムは、スイスバイオインフォマティクス研究所 (SIB, Swiss Institute of Bioinformatics) と欧州バイオインフォマティクス研究所 (EBI, European Bioinformatics Institute) 、タンパク質情報リソース (PIR, Protein Information Resource) の共同活動組織である。
なおタンパク質情報リソースは、アメリカ合衆国国立衛生研究所 (NIH) から支援を受けている。
Swiss-Prot と TrEMBL（EMBL/GenBank/DDBJ国際塩基配列データベースから自動翻訳して構築されたデータベースであり、Swiss-Prot を補完するデータベースである）およびタンパク質情報リソース (PIR) は、統合してUniProt知識ベース (UniProtKB) を構築している
UniProtは、世界でもっとも広範なタンパク質についての情報のカタログである。
2008年12月16日現在、UniProtKB/Swiss-Prot リリース 56.6 は  405,506 のエントリを格納しており、UniProtKB/TrEMBL リリース 39.6 は 6,964,485 のエントリを格納している。
UniProtコンソーシアムは、3つのデータベース構成要素を提供している。
3つのデータベース構成要素のそれぞれが、異なる用途に最適化されている。
3つのデータベース構成要素とは、UniProt知識ベース (UniProtKB (Swiss-Prot + TrEMBL)) 、UniProtの冗長性のないリファレンス (UniRef) のデータベース群、UniProt Archive (UniParc) の、3つである。
UniRef は、高速な類似性検索に供するため類縁性の強い配列を単一の配列データにまとめたデータベース群である。
UniParc は、タンパク質アミノ酸配列の広範なリポジトリであり、すべてのタンパク質アミノ酸配列の履歴を含んでいる。